# Andrés Orozco-Estrada
Andrés Orozco-Estrada (Medellín, 14 dicembre 1977) è un direttore d'orchestra e violinista colombiano naturalizzato austriaco.

## Biografia
Nato a Medellín, Orozco-Estrada ha studiato violino presso l'Instituto Musical Diego Echavarría, incominciando poi a studiare direzione d'orchestra a 15 anni. Prima del suo diciassettesimo compleanno si trasferì a Bogotà per studiare presso la Pontificia Universidad Javeriana de la Compañía de Jesús. Si trasferì a Vienna nel 1997, dove studiò direzione presso l'Universität für Musik und darstellende Kunst Wien, con Uroš Lajovic.
Nel giugno 2004 diresse per la prima volta la Tonkünstler Orchestra al Festwochen, sostituendo all'ultimo minuto un altro direttore. In seguito venne nominato assistente direttore della Tonkünstler Orchestra, incarico che mantenne per due anni, quando nel 2009 divenne direttore principale, ruolo ricoperto fino al 2015. Dal 2005 al 2007 diresse l'Opera di Klosterneuburg. Nel 2007 Orozco-Estrada diresse per la prima volta, come direttore ospite, l'Orquesta Sinfónica de Euskadi a San Sebastián. L'anno successivo fu nominato direttore principale dell'orchestra, ruolo ricoperto effettivamente dal 2009 al 2013.
Nel 2009 Orozco-Estrada fu direttore ospite della hr-Sinfonieorchester, e nel 2013 ne fu nominato direttore principale per quattro anni, a partire dalla stagione 2014-2015.  Nell'aprile 2016 il suo contratto venne esteso fino alla stagione 2020-2021. Nel novembre 2013 fu per la prima volta direttore ospite della London Philharmonic Orchestra in una tournée in Germania.  Nel 2014 venne nominato direttore ospite principale, a partire dal 2015.
Nel 2006 diresse per la prima volta l'Orchestra Sinfonica di Vienna, e nel marzo 2018 venne nominato direttore principale dell'orchestra, con un contratto quinquennale con inizio effettivo dalla stagione 2021-2022. Nell'ottobre 2012 diresse per la prima volta la Houston Symphony Orchestra, e in seguito venne nominato direttore musicale dell'orchestra, a partire dal 2014-2015, incarico esteso fino alla stagione 2021-2022.
Ha registrato diversi dischi con la Houston Symphony Orchestra e la hr-Sinfonieorchester per l'etichetta Pentatone.
Dall'ottobre del 2023 è direttore principale dell'Orchestra Rai di Torino per un triennio.